# Fiodor Tokarev
Fiodor Vassilievitch Tokarev (en russe : Фёдор Васильевич Токарев) était un ingénieur russe, né le  2 (14) juin 1871 à Egorlyskaïa (oblast de l'armée du Don) et décédé le 7 juin 1968 à Moscou.

## Biographie
Issu d'une famille cosaque, il a été officier du 12e Régiment des Cosaques du Don. En 1915, il est nommé directeur adjoint de l'arsenal de Sestroretsk et en est élu directeur technique. Il rejoint ensuite l'arsenal de Toula où il conçoit des pistolets (Tokarev TT 33), des fusils (SVT-40) et des mitrailleuses.
Il reçoit en 1940 les insignes de Héros du travail socialiste. Il est enterré au cimetière de Tous-les-Saints de Toula.